# Jacob Lawrence
Jacob Lawrence o más exacto, Jacob Armstead Lawrence (Atlantic City, Nueva Jersey, 7 de septiembre de 1917 - Seattle, Washington, 9 de junio de 2000) fue un pintor estadounidense.
Estaba casado con la también artista Gwendolyn Knight. A Lawrence se le podría denominar pintor de historia, pero él mismo prefería denominarse "expresionista" y se refería a su estilo como "cubismo dinámico", aunque su influencia principal no fue tanto el arte francés sino las formas y los colores del "Renacimiento de Harlem".
Lawrence está entre los más conocidos pintores afroamericanos del siglo XX, distinción compartida con Romare Bearden. Lawrence, cuando sólo tenía poco más de 20 años, se hizo famoso a nivel nacional con su "Serie de Migración". Una parte de esta serie fue presentada en una edición de 1941 de la revista Fortune. La serie describe la epopeya de la Gran Migración de los afroamericanos del sur rural al norte urbano. La colección se ha dividido en dos partes para su exhibición pública.

## Biografía

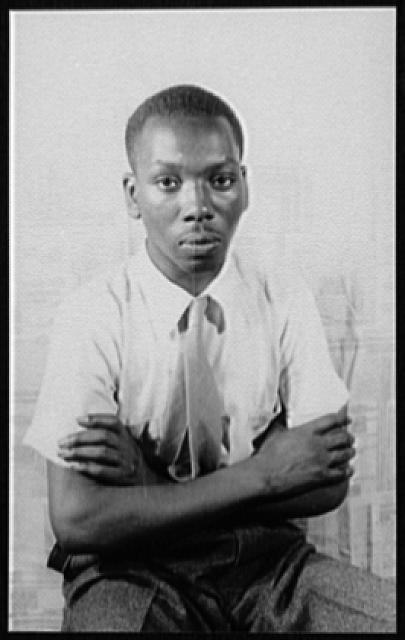
Jacob Lawrence (1941)

Después de la separación de sus padres, se traslada a los trece años con su madre y dos hermanos a la ciudad de Nueva York. Allí, su madre le matricula en artes y oficios en una "casa de asentamiento" en el Harlem para mantenerle ocupado de una vida problemática. El joven Lawrence dibujaba a menudo patrones con lápices de colores, copiados en algunos casos de las alfombras de su madre y allí un profesor de arte observó la potencialidad artística del muchacho. 
Después de abandonar la escuela a los dieciséis años, Lawrence trabajó en una lavandería y en una empresa de impresión. Más importante aún, asistió a clases en el Harlem Art Workshop, impartidas por el artista afroamericano Charles Alston. Alston le instó a que asistiese también al Harlem Community Art Center, dirigido por la escultora Augusta Savage. Savage fue capaz de conseguir a Lawrence una beca para la American Artists School y un puesto pagado con la Works Progress Administration. Lawrence fue capaz de estudiar y trabajar con notables artistas del Renacimiento de Harlem, como Charles Alston y Henry Bannarn en el taller de Alston-Bannarn. 
Lawrence se casó el 24 de julio de 1941 con la pintora Gwendolyn Knight, quien también había sido estudiante con Savage. Permanecieron casados hasta su muerte en el 2000. En octubre de 1943 (durante la Segunda Guerra Mundial), se alistó en la Guardia Costera de Estados Unidos y sirvió en el primer equipo integrado racialmente en el USCGC Sea Cloud, bajo el mando de Carlton Skinner. Fue capaz de pintar y dibujar mientras estuvo en la Guardia Costera.
En 1970, Lawrence se estableció en Seattle y llegó a ser profesor de arte en la Universidad de Washington en 1971, retirándose en 1986. Algunas de sus obras se encuentran expuestas ahora en la Paul G. Allen Center for Computer Science & Engineering y en el Meany Hall for the Performing Arts. La obra situada en el vestíbulo principal del Meany Hall, titulada "Theatre" ("Teatro"), fue encargado por la Universidad en 1985.

## Obra
A lo largo de su extensa carrera artística, Lawrence se concentró en representar la historia y las luchas de los afroamericanos. Su obra, refleja a menudo períodos destacados de la historia afroamericana. Tenía veintiún años cuando su serie de pinturas del general haitiano Toussaint L'Ouverture se muestra en una exposición de artistas afroamericanos en el Museo de Arte de Baltimore. Esta impresionante obra fue seguida por una serie de pinturas de la vida de Frederick Douglass y Harriet Tubman, así como una serie de obras sobre el abolicionista John Brown. Lawrence sólo tenía veintitrés años cuando completó el conjunto de sesenta paneles de pinturas narrativas titulado Migration of the Negro (La migración de los negros), que ahora se denomina "Serie de la Migración". La serie, un retrato en movimiento de la migración de cientos de miles de afroamericanos del sur rural al norte después de la Primera Guerra Mundial, se expuso en Nueva York, y le trajo el reconocimiento nacional. En la década de 1940, Lawrence hizo su primera gran exposición individual en el Museo de Arte Moderno en la ciudad de Nueva York, y llegó a convertirse en el más famoso pintor afroamericano del país.
Poco después de mudarse al estado de Washington, hizo una serie de cinco pinturas del viaje hacia el oeste del pionero estadounidense africano George Washington Bush. Estas pinturas se encuentran ahora en la colección del State of Washington History Museum.
Ilustró una adaptación de la Fábulas de Esopo para la University of Washington Press en 1997.
Lawrence enseñó en varias escuelas, y continuó pintando hasta unas semanas antes de su muerte en junio de 2000 a los ochenta y dos años de edad. Su última obra pública, el mural de mosaico New York in Transit ( Nueva York en tránsito), se instaló en octubre de 2001 en la estación de metro de Times Square en Nueva York.
Para su amplia obra, con temática histórica y social y gran éxito comercial, utilizó diversas técnicas, especialmente el gouache y la témpera. Como muralista fue influido por Diego Rivera. 